# Garfield kilenc élete
A Garfield kilenc élete, RTL-es szinkronban: Garfield és barátai: A macska kilenc élete (eredeti cím: Garfield: His 9 Lives) 1988-ban bemutatott amerikai rajzfilm, amelynek a Garfield-sorozat nyolcadik része. Az animációs játékfilm rendezője és producere Phil Roman. A forgatókönyvet Jim Davis írta, a zenéjét Ed Bogas és Desirée Goyette szerezte. A tévéfilm Film Roman Productions, a United Media Productions és a Paws Inc. gyártásában készült.
Amerikában 1988. november 22-én a CBS sugározta, Magyarországon két szinkronos változat is készült belőle, amelyekből az elsőt az MTV2-n 1992. december 26-án, a másodikat 2 részeként az RTL Klubon 2010. november 13-án vetítették le a televízióban.

## Cselekmény
A történet Jim Davis Garfield 9 élete című, 1984-es képregénykönyve alapján készült, ami hazánkban a Garfield magazinban jelent meg részenként.

## Szereplők
| Szereplő                          | Eredeti hang       | Magyar hang        | Magyar hang                                       |
| Szereplő                          | Eredeti hang       | MTV2 (1992)        | RTL Klub (2010)                                   |
| --------------------------------- | ------------------ | ------------------ | ------------------------------------------------- |
| Garfield                          | Lorenzo Music      | Kerekes József     | Kerekes József                                    |
| Jon Arbuckle                      | Thom Huge          | Pusztaszeri Kornél | Czvetkó Sándor                                    |
| Szakállas ősember                 | Thom Huge          | Orosz István       | Albert Péter                                      |
| III. Amenhotep (Ifjú úrfi)        | Thom Huge          | Borbély László     | Hegedűs Miklós                                    |
| Odie (Ubul)                       | Gregg Berger       | Szűcs Sándor       | saját hangján                                     |
| Építőmunkás #1                    | Gregg Berger       | Haás Vander Péter  | Sörös Miklós                                      |
| Bolond                            | Gregg Berger       | Lukácsi József     | Magyar Bálint                                     |
| Narrátor: Ősmacska                | Gregg Berger       | Perlaki István     | Csuha Lajos                                       |
| Fekete herceg                     | Nino Tempo         | Beregi Péter       | Katona Zoltán                                     |
| Luigi, az olasz szakács           | Nino Tempo         | Rosta Sándor       | Albert Péter                                      |
| György Frigyes                    | Hal Smith          | Balázsi Gyula      | Kajtár Róbert                                     |
| Narrátor: Tündérkert              | Heather Kerr       | Kiss Erika         | Molnár Ilona                                      |
| Flóra                             | Desirée Goyette    | Papp Ágnes         | Molnár Ilona                                      |
| Sári                              | Desirée Goyette    | Götz Anna          | Laudon Andrea (fiatal) Mezei Kitty (felnőtt)      |
| Öreg Sári                         | Carolyn Davis      | Götz Anna          | Mezei Kitty                                       |
| Mrs. Underwood                    | Carolyn Davis      | Götz Anna          | Kassai Ilona                                      |
| Sári anyja                        | Sandi Huge         | Götz Anna          | Sipos Eszter Anna (1. hang) Bókai Mária (2. hang) |
| Garfield anyja                    | Sandi Huge         | Menszátor Magdolna | Molnár Zsuzsa                                     |
| Mendelson parancsnok              | Frank Welker       | Orosz István       | Imre István                                       |
| Isten                             | C. Lindsay Workman | Melis Gábor        | Láng Balázs                                       |
| Macska az állatkereskedésben      | N/A                | Haás Vander Péter  | ?                                                 |
| Öreg macska az állatkereskedésben | N/A                | Pusztai Péter      | ?                                                 |

## Szinkronstábok
| Beosztás              | 1992                                | 2010             |
| --------------------- | ----------------------------------- | ---------------- |
| Felolvasó             | Kertész Zsuzsa                      | Korbuly Péter    |
| Magyar szöveg         | Bálint Ágnes                        | Borsiczky Péter  |
| Hangmérnök            | Solymosi Ákos                       | Hidvégi Csaba    |
| Rendezőasszisztens    | Rónai Rita                          | Száz Andrea      |
| Vágó                  | –                                   | Horváth István   |
| Gyártásvezető         | Vácz Zsuzsanna                      | Mészáros Szilvia |
| Technikai munkatársak | Áhel László Katona István           | –                |
| Szinkronrendező       | Szalay Éva                          | Ullmann Gábor    |
| Producer              | –                                   | Kovács Zsolt     |
| Szinkronstúdió        | Syinthrate                          | Szinkron Systems |
| Közreműködő           | Demjén Imre vállalkozása Viton Kft. | –                |
| Megrendelő            | MTV2                                | RTL Klub         |